# بنت النيل (مجلة)
بنت النيل مجلة نسوية أسستها وحررتها درية شفيق، وهي صحفية وناشطة مصرية معروفة، من 1945 إلى عام 1957 في القاهرة، بمصر.

## التاريخ والملف الشخصي
تأسست شركة بنت النيل على يد درية شفيق في عام 1945. ساعدها في تأسيس المجلة صديق زوجها إبراهيم عبده. صدر العدد الأول في الأول في تشرين الثاني عام 1945. حتى عام 1948 ركزت المجلة على موضوعات أكثر عمومية في حياة المرأة في مصر، ولكنها بعد ذلك بدأت في مناقشة حقوق المرأة. وأصبحت إحدى المنشورات التي دعت إلى إنهاء تعدد الزوجات، وإدخال المرأة في سوق العمل، وحرية اللباس وإنهاء مفاهيم العفة. ونتيجة لهذا التغيير في محتواها، اتُهمت المجلة بدعم النساء للتخلي عن أدوارهن الأسرية والدخول إلى سوق العمل. وردًا على هذه الاتهامات، نشرت درية شفيق مقالًا زعمت فيه أن بنت النيل شجعت النساء على البحث عن حقوقهن والاهتمام بالحياة الأسرية في نفس الوقت. منذ عام 1946 نشرت المجلة ملحقًا بعنوان الكتكوت موجهًا للأطفال، مما جعل بنت النيل أول مجلة عربية تقدم ملحقًا للأطفال.
توقفت مجلة بنت النيل عن الصدور في عام 1957. وكانت قد حُظرَت المجلة من السلطات المصرية بسبب الانتقادات اللاذعة التي وجهتها درية شفيق للرئيس المصري جمال عبد الناصر واتهمته بأنه حاكم مستبد، بعد قراره بتأميم قناة السويس ومحاربته الإرث الإنجليزي. بالإضافة إلى ذلك، وضعت حكومة ناصر شفيق تحت الإقامة الجبرية.

## الإرث
أرشفت الجامعة الأمريكية بالقاهرة مقالات مختارة. في شباط 2018، عرضت شيفا بلاغ أعمالها في ذكرى منظمة بنت النيل ودورية شفيق التي تحمل نفس الاسم في القاهرة.
في عام 2022، ترجم توم أبي سمرة أربع مقالات افتتاحية نُشرت في مجلة بنت النيل بين عامي 1948 و1957، وأتاحها عبر الإنترنت من خلال مجلة مريديانز (بالإنجليزية: Meridians) التابعة دار نشر جامعة دوك [الإنجليزية].